# Hymenogastraceae
Hymenogastraceae is een familie van schimmels uit de orde Agaricales. Het typegeslacht is Hymenogaster.
Enkele soorten met een artikel op de Nederlandse Wikipedia zijn:
- Brandplekvaalhoed (Hebeloma anthracophilum)
- Bundelmosklokje (Galerina marginata)
- Dennenvlamhoed (Gymnopilus penetrans)
- Duinmosklokje (Galerina unciali)
- Duinvaalhoed (Hebeloma psammophilum)
- Dwergvaalhoed (Hebeloma birrus))
- Groot mosklokje (Galerina clavata)
- Prachtvlamhoed (Gymnopilus junonius)
- Puntig kaalkopje (Psilocybe semilanceata)
- Radijsvaalhoed (Hebeloma crustuliniforme)
- Tweekleurige vaalhoed (Hebeloma mesophaeum)
- Zoete vaalhoed (Hebeloma laterinum)
- Zomervaalhoed (Hebeloma aestivale)
- Bleke elzenzompzwam (Naucoria escharioides)

## Geslachten
De familie bestaat uit de 21 volgende geslachten (peildatum oktober 2020) :
| Naam              | Aantal soorten |
| ----------------- | -------------- |
| Alnicola          | 14             |
| Dendrogaster      | 2              |
| Flammula          | 103            |
| Galera            | 119            |
| Galerina          | 310            |
| Galerula          | 4              |
| Gymnopilus        | 215            |
| Hebeloma          | 356            |
| Hebelomina        | 1              |
| Hymenogaster      | 74             |
| Naematoloma       | 13             |
| Naucoria          | 175            |
| Pachylepyrium     | ?              |
| Phaeocollybia     | 88             |
| Psathyloma        | 3              |
| Pseudohelicomyces | 1              |
| Psilocybe         | 296            |
| Quercella         | 1              |
| Rhizopogoniella   | 1              |
| Velomycena        | 1              |
| Weraroa           | 4              |